# Collada de Jou
La collada del Jou (o Collada de Jou) és una collada del municipi de Pinell de Solsonès. Està situada a 700,5 msnm, entre el Tossal (a ponent) i el Serrat de l'Ascensió (a llevant).
Formava part de la ruta romana per anar de la Cerdanya a Barcelona, tot i que té una altitud superior que Maians i Toses, per on passa la carretera. El camí que hi passava era molt utilitzat en l'època romana.
S'hi han trobat restes de nummulits, organismes animals unicelulars que vivien als mars del Pleocè i Eocè, el que és una conseqüència del fet que la zona estigués sota el mar.